# ماركوس هيرز
ماركوس هيرز (بالألمانية: Marcus Herz)‏ هو طبيب وفيلسوف ألماني، ولد في 17 يناير 1747 في برلين في ألمانيا، وتوفي بنفس المكان في 19 يناير 1803.